# Brunnhaus Grub

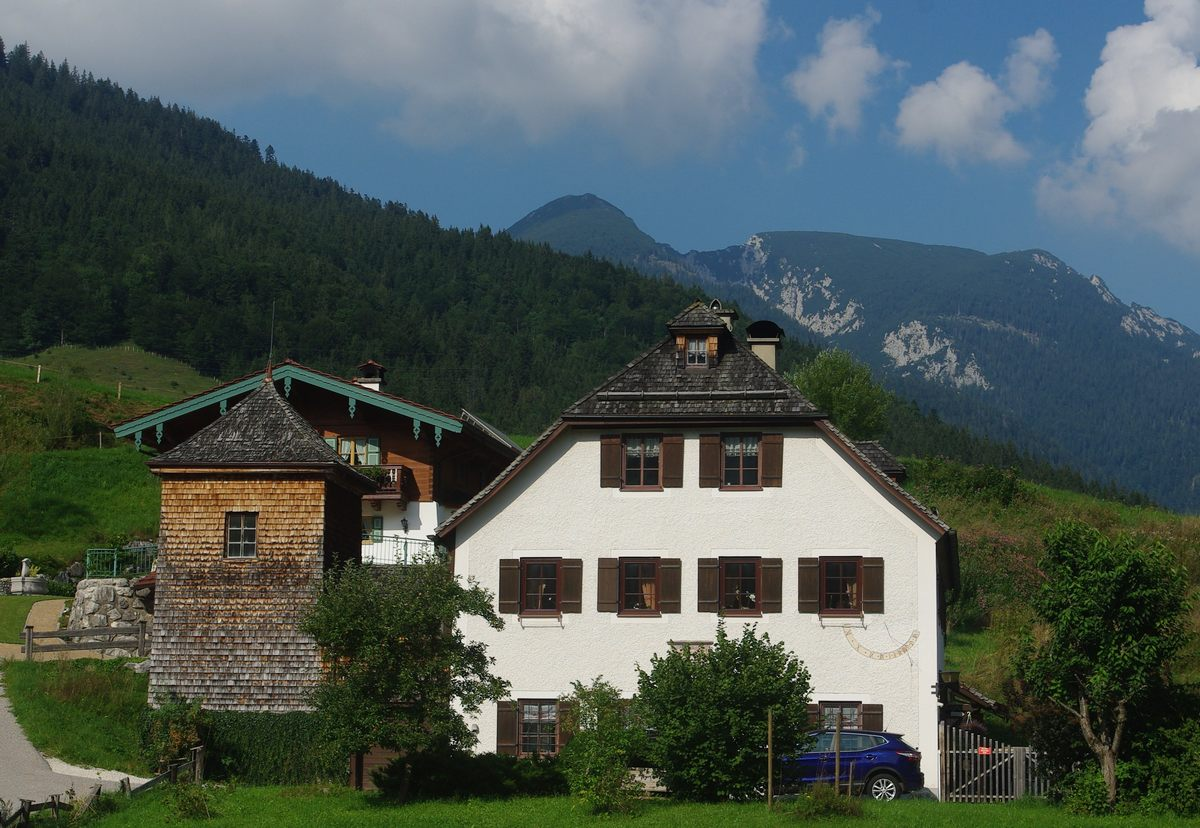
Brunnhaus Grub

Das Brunnhaus Grub ist ein ehemaliges Brunnhaus  der Soleleitung von Bad Reichenhall nach Traunstein in Weißbach an der Alpenstraße. 
Neben dem Brunnhaus Nagling befinden sich weitere Brunnhäuser – Fager und Seebichl – in Bad Reichenhall.
Das Brunnhaus steht unter Denkmalschutz und ist unter der Nummer D-1-72-131-34 in die Bayerische Denkmalliste eingetragen.

## Geschichte
Das Brunnhaus Grub wurde als letztes Brunnhaus der Soleleitung von Reichenhall nach Traunstein errichtet. Bei einem ersten Test der Leitung im Mai 1619 zeigte sich, dass der Druck in den Deicheln zwischen den Brunnhäusern Obernesselgraben und Nagling so groß war, dass diese barsten. Hanns Reiffenstuel, der Erbauer der Leitung, ließ deshalb beim Gruberbauern ein weiteres Brunnhaus errichten, um den Druck in der Leitung zu reduzieren. Oberhalb des Brunnhauses wurde beim Pichlerbauern der sog. Pichlerturm errichtet, um das nötige Gefälle zum Brunnhaus Nagling zu erreichen. Um 1810 entstand das heutige Gebäude im Zuge der Modernisierung der Soleleitung durch Georg Friedrich von Reichenbach.

## Beschreibung
Beim Brunnhaus Grub handelt es sich um einen zweigeschossigen verputzten Bau mit einem mit schindelgedecktem Schopfwalmdach. Das heutige Gebäude wurde um 1810 errichtet. Der baulich angeschlossene verschindelte Turm mit Zeltdach stammt aus der gleichen Zeit. Als Hochbehälter diente der Pichlerturm. Anders als bei allen anderen Hochbehältern entlang der Soleleitung wurde hier durch einen Turm eine zusätzliche Höhe für das benötigte Gefälle zum nächsten Brunnhaus geschaffen. Der Turm ist heute nicht mehr vorhanden.

## Lage
Das Brunnhaus Grub befindet sich in Weißbach an der Alpenstraße am Brunnhausweg, der in nordöstlicher Richtung von der Berchtesgadener Straße (B305) abzweigt. Der Pichlerturm befand sich etwas oberhalb in der Nähe des Pichlerhofes, der auch am Brunnhausweg liegt.